# Tosacantha
Tosacantha är ett släkte av fjärilar. Tosacantha ingår i familjen nattflyn.
Kladogram enligt Catalogue of Life:
| Tosacantha | \| \| Tosacantha atmocyma \| \| \| \| \| \| Tosacantha quadrimacula \| \| \| \| |
|            | \| \| Tosacantha atmocyma \| \| \| \| \| \| Tosacantha quadrimacula \| \| \| \| |
|            | Tosacantha atmocyma                                                             |
|            |                                                                                 |
|            | Tosacantha quadrimacula                                                         |
|            |                                                                                 |